# Ajtós
Ajtós est un village disparu situé dans la ville actuelle de Gyula, dans le comitat de Békés en Hongrie. Il est connu comme lieu de naissance d'Albrecht Dürer l'Ancien, qui est le père du peintre et graveur Albrecht Dürer et qui prit le nom Thürer/Dürer d'après le nom du village : (de) Tür = (hu) ajtó « porte ».

## Géographie
Sur la base des fouilles archéologiques et des documents de l'époque, l'archéologue Szatmári Imre et l'historien Dusnoki József ont déterminé en 1991, avec plus de certitude que les hypothèses antérieures, l'emplacement d'Ajtós entre la gare ferroviaire de Gyula et le quartier actuel d'Ajtósfalva. Ils n'ont cependant pas pu trouver l'église.

## Histoire
Le village est mentionné pour la première fois dans un acte officiel en 1404, et pour la dernière fois en 1556. Albrecht Dürer dans sa Chronique familiale (1523) indique le lieu de naissance de son père, Albrecht Dürer l'Ancien, sous le nom Eytas.